# Manlio Brosio
Pour les articles homonymes, voir Brosio.
Manlio Brosio (Turin, 10 juillet 1897 - Turin, 14 mars 1980) était un homme politique et diplomate italien, secrétaire général de l'OTAN du 1er août 1964 au 1er octobre 1971.

## Biographie
Alors qu'il était étudiant à la faculté de droit de Turin, en 1916, il est appelé au service militaire et, après avoir fréquenté l'école d'officiers, il participe à la Première Guerre mondiale en tant qu'officier des troupes alpines (en italien : Alpini), au cours de laquelle il est décoré de la médaille d'argent de la valeur militaire et de la croix de guerre. Lorsque la guerre prend fin et qu'il reprend ses études, il obtient son diplôme en 1920 et devient un proche collaborateur de Piero Gobetti. Son adhésion au projet de La Rivoluzione liberale (la révolution libérale) de Gobetti le conduit à ne pas soutenir le régime fasciste. Averti par la police en 1927, il se distancie de tout engagement politique direct et, pendant les vingt années du régime de Mussolini, il exerce la profession d'avocat.
Pendant la Seconde Guerre mondiale, après l'armistice de Cassibile en 1943, il entre dans la Résistance, devenant membre de la junte militaire du Comité de libération nationale (en italien; Comitato di Liberazione Nazionale ou CLN) en tant que délégué du Partito Liberale Italiano (Parti libéral italien) aux côtés de Giorgio Amendola (PCI), Riccardo Bauer (PdA), Giuseppe Spataro (DC), Sandro Pertini (PSIUP) et Mario Cevolotto (DL). En particulier, l'une de ses responsabilités (le PLI n'avait pas de formations partisanes) était d'assurer la liaison avec le Fronte militare clandestino (FMC, pour « Front militaire clandestin ») du colonel Giuseppe Cordero Lanza di Montezemolo
En 1944, pendant une courte période, il a également été secrétaire politique du Partito Liberale Italiano (Parti libéral italien). À la fin de la guerre, il est ministre sans portefeuille dans les gouvernements Bonomi I et II, vice-premier ministre dans le gouvernement Parri avec la responsabilité du Conseil national, et à nouveau ministre, cette fois pour la guerre, dans le premier gouvernement dirigé par Alcide De Gasperi. Après le référendum institutionnel du 2 juin 1946, où il s'était prononcé en faveur de la République, il quitte le PLI, qui s'était rangé avec la majorité pour la monarchie.
En 1947, il entame sa carrière de diplomate et est nommé ambassadeur à Moscou, en 1952, il s'installe à Londres, où il signe le célèbre protocole d'accord sur Trieste, avant de se rendre à Washington (1955), où il succède à Alberto Tarchiani, et à Paris, où il reste à partir de 1960.
Le 14 juin 1962, il signe au nom de l'Italie, avec ses homologues de l'Allemagne, de la Belgique, du Danemark, de l'Espagne, de la France, des Pays-Bas, de la Suède, de la Suisse et du Royaume-Uni, le document établissant le Conseil européen de recherches spatiales (ou CERS, en anglais ESRO - European Space Research Organisation)), qui fusionne en 1975 avec l'ESA (Agence spatiale européenne).
Le 1er août 1964, il devient Secrétaire général de l'OTAN (le premier Italien à être nommé à ce poste), poste qu'il occupe jusqu'au 1er octobre 1971.
Quelques jours auparavant, le président américain Richard Nixon lui avait décerné la médaille présidentielle de la Liberté. Après avoir quitté l'Alliance atlantique, il revient à la politique italienne. Sénateur du PLI et chef du groupe libéral au Sénat de 1972 à 1976, il n'est pas réélu aux élections de 1976 et se retire de la vie politique active.
Nommé président du Comité atlantique italien en janvier 1979, il a occupé cette fonction jusqu'à sa mort, survenue dans sa ville natale de Turin après une courte maladie. Il repose dans le tombeau familial à Venaria Reale.
Manlio Brosio était franc-maçon et membre de la Grande Loge d'Italie de la Piazza del Gesu.

## Décorations

### Décorations italiennes
- Croix de guerre
- Médaille d'argent de la valeur militaire
- Chevalier grand-croix de l'ordre du Mérite de la République italienne - Rome, 2 juin  1955[7]

### Décorations étrangères
Médaille présidentielle de la Liberté (États-Unis) - 1971

## Ouvrages
- (it) Riflessioni su Piero Gobetti, presentazione di Beppe Bava e Carlofelice Rossotto, Torino, [s.n.], 1974.
- (it) La soluzione occidentale della crisi italiana, con Edgardo Sogno, [s.l.], [s.n.], 1976.
- (it) Diari di Manlio Brosio, a cura di Umberto Gentiloni Silveri, con la collaborazione di Maddalena Carli e Stefano Palermo, Bologna, Il mulino. Comprende:
  - Diari di Mosca 1947-1951, a cura di Fausto Bacchetti, 1986.
  - Diari di Washington - 1955-1961, 2008.  (ISBN 978-88-15-12680-1).
  - Diari di Parigi, 1961-1964, 2009.  (ISBN 978-88-15-13367-0).
  - Diari NATO, 1964-1972, 2011.  (ISBN 978-88-15-23416-2).

## Sources
- (it) Cet article est partiellement ou en totalité issu de l’article de Wikipédia en italien intitulé « Manlio Brosio » (voir la liste des auteurs).